# Куогги
Куогги (англ. Quaggy; в верховье Кид-Брук, англ. Kyd brook) — река в юго-восточной части Лондона. Длина 17 километров. Протекает через районы Бромли, Гринвич и Люишем.
Речка начинается из двух источников вблизи Орпингтона (Локсботтом). В Люишеме впадает в Рейвенсборн (бассейн Темзы).
Куогги — одна из немногих рек, пересекающих нулевой (Гринвичский) меридиан с востока на запад. В Лондоне три реки пересекают нулевой меридиан в «обратном» направлении (Темза, как известно, течёт с запада на восток): Куогги, Рейвенсборн и Родинг (на севере британской столицы).

## О названии

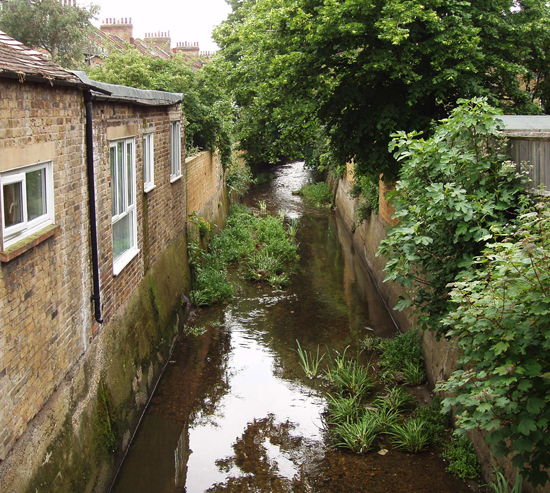
Куогги в месте пересечения нулевого (Гринвичского) меридиана в районе Стэплхерст-Роуд

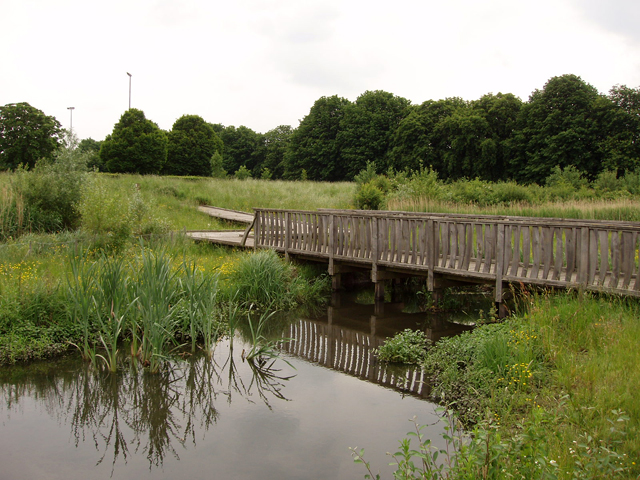
Куогги в естественной среде, Хэрроу-мидоу в Сатклифф парке, юго-восток Лондона

Название происходит от английского прилагательного «quaggy», что означает топкий, болотистый: река, текущая по болотистой местности.
Река была известна и под другими именами. Например, под названием Кид Брук, которое сейчас применяется исключительно для обозначения Куогги в её верхнем течении. Место Кидбрук, входящее в административный район Гринвич, получило своё название именно из-за реки. Средний и Нижний Кид Брук — два маленьких притока Куогги. В районе Чинбрука ещё в начале XX века реку называли Чин Брук — и, соответственно, название поселения также происходило от имени речки.

## События вокруг Куогги
О том, что в весеннее половодье и во время сильных дождей Куогги серьёзно меняла уклад жизни людей, живущих вдоль её берегов, можно прочитать на доске, висящей у входа в ныне закрытый паб New Tigers Head на пересечение Ли-Роуд и Ли-Хай-Роуд.
«В начале 1800-х этот паб часто оказывался центром замёрзшего озера, когда река Куогги выходила из берегов и замерзала с января по июнь», — говорится на табличке.
Хотя утверждение о том, что в начале XIX века в Лондоне морозы стояли до июня, кажется несколько спорным, очевидно, что для жителей Ли и окрестностей Куогги была важным, определявшим быт, элементом.

## Инженерные работы
Куогги в силу естественных причин не могла постоянно держаться в чётком русле. Слабое течение и особенности почвы приводили к тому, что почти по всей длине Куогги большую часть времени была по сути болотом. Рекой же становилась лишь во время сильных дождей.
Именно эта особенность Куогги вынудила живущих вдоль реки людей задуматься о серьёзных работах по обустройству берегов. К середине XX века почти на всем своём протяжении Куогги получила обустроенное людьми русло.
Интересный факт — по числу мостов Куогги значительно опережает Темзу.